# غلام رسول جمعاتي
المفتي غلام رسول جمعاتي  عالم إسلامي  وشخصية معروفة ومقبولة على نطاق واسع كمفتي بريطانيا العظمى .